# II Copa Nacional Renault
La 2ª edición de la Copa Nacional Renault es la temporada 1970 de Copa Nacional Renault 8-TS, con FASA-Renault como organizador principal del campeonato.

## Novedades de la temporada
- Se introducen verificaciones técnicas para los mejores clasificados en entrenamientos y carreras.
- Se realizan mangas calificatorias en las 5 primeras rondas.
- Se introducen los premios y challenges de diversos patrocinadores. Destacan el Premio y Copa Michelin y el Challenge Repsol.
- Se introduce una prueba de la temporada 1970 del Campeonato de España de Rally en el calendario. Concretamente, los pilotos que participen con el TS en el Rally RACE de España, puntuarán en esta ronda.

## Calendario
| Ronda | Circuito                                                  | Fecha               | Inscritos (presentados) | Vueltas  | Participantes permitidos en carrera |
| ----- | --------------------------------------------------------- | ------------------- | ----------------------- | -------- | ----------------------------------- |
| 1     | Circuito del Jarama                                       | 21-22 de marzo      | 95 (71)                 | 20       | 35                                  |
| 2     | Circuito Ciudad de Granollers III GP Ciudad de Granollers | 9-10 de mayo        | 72 (63)                 | 30       | 14                                  |
| 3     | Circuito de San Ciprián - Orense                          | 28-29 de junio      | 58 (46)                 | 25       | 24                                  |
| 4     | Circuito de Riazor - La Coruña                            | 8-9 de agosto       | 57 (39)                 | 30       | 18                                  |
| 5     | Circuito Churdinaga - Bilbao                              | 29-30 de agosto     | 58 (34)                 | 20       | 20                                  |
| 6     | Circuito Guadalope VI P. Ciudad de Alcañiz                | 5-6 de septiembre   | 48 (36)                 | 20       | 20                                  |
| †     | Circuito de Oviedo                                        | 19-20 de septiembre |                         |          |                                     |
| 7     | Rally RACE de España                                      | 22-25 de octubre    | 20                      | 1448 km. | Todos                               |
| 8     | Circuito del Jarama                                       | 22 de noviembre     | 34 (24)                 | 30       | Todos                               |

† Ronda cancelada

## Resultados

### Campeonato de pilotos
| Pos | Piloto                         | JAR | GRA | ORE | RIA | CHU  | GUA | RES | JAR | Retención | Pts |
| --- | ------------------------------ | --- | --- | --- | --- | ---- | --- | --- | --- | --------- | --- |
| 1   | Gerardo van Dulken             | 1   | 9   | 1   | 4   | Ret  | 1   | 1   |     |           | 80  |
| 2   | Fafeche                        | 2   | 3   | DNQ | 6   | 1    | Ret | Ret | 2   |           | 73  |
| 3   | Eduardo Bayo Villacieros       | 8   | 2   | Ret | 9   | Ret  | 3   | 3   | 1   |           | 72  |
| 4   | Francisco Anet                 | 26  | DNQ | 3   | 12  | 3    | 6   | Ret | 3   |           | 46  |
| 5   | Jaime Sornosa Correcaminos     | 28  | Ret |     | 1   | 13   | 2   | Ret | 4   |           | 43  |
| 6   | Julián Rosende                 | 27  | DNQ | 10  | 2   | DNQ  | 5   | 4   | 5   |           | 43  |
| 7   | J.F. Cerveto                   | 18  | 7   | 14  | 3   | 5    | 14  | 7   | 8   |           | 35  |
| 8   | Salvador Benlloch              | Ret | 1   | DNQ | DNQ |      | 10  | 5   | 7   |           | 34  |
| 9   | Juan García de la Rasilla      | 11  | 4   | DNQ | DNQ |      |     | 2   | 6   |           | 33  |
| 10  | Al-Domo                        | 9   | Ret | 2   | DNQ | Ret  | 7   | Ret | 10  |           | 24  |
| 11  | Luis Rosal                     | 25  | DNQ | 4   | 14  | 2    | Ret |     |     |           | 20  |
| 12  | Alcor                          | 6   | 5   | Ret | DNQ | Ret  | DNQ | 6   | 12  |           | 20  |
| 13  | César A. Orejas                | DNQ | 8   | 11  | Ret | 4    | 9   |     |     |           | 16  |
| 14  | Luis Ignacio Pombo             | 5   | DNQ |     |     | DNQ  | 4   | Ret | Ret |           | 15  |
| 15  | Emilio Zapico                  | 3   | Ret | Ret |     |      |     |     |     |           | 10  |
| =   | Jota                           | DNQ |     | 5   | DNQ |      |     |     | Ret |           | 10  |
| 17  | Alberto Gabarró                | 12  | DNQ | DNQ | 15  | 6    | Ret |     |     |           | 9   |
| =   | Carlos Loverdos                | 21  | DNQ | 9   |     | Ret  | DNS | Ret | 9   |           | 9   |
| 19  | Ángel Nieto                    | 4   |     |     |     |      |     |     |     |           | 8   |
| =   | Juan Carlos González Culebra   | Ret |     |     | 7   |      |     |     |     |           | 8   |
| 21  | Luís Piquer                    | DNQ | DNQ | DNQ | 5   | DNQ  | 13  | Ret |     |           | 7   |
| 22  | J. Iglesias                    | 20  |     | 6   |     |      |     |     |     |           | 6   |
| =   | José A. Rodríguez Lizana       |     | 6   |     |     | DNQ  | DNQ |     |     |           | 6   |
| =   | L.M. Sagnier                   | 17  | DNQ | Ret | Ret | 7    | 11  |     | 14  |           | 6   |
| =   | Rafael Cincunegui              | Ret | DNQ |     |     | 10   | 8   |     |     |           | 6   |
| †   | Jaime Segovia                  |     | DNQ | 7   | 13  | DNQ† |     |     |     |           | 5   |
| 26  | Juan Escavias                  | 7   | DNQ | DNQ | DNQ |      |     |     |     |           | 5   |
| =   | Juan I. Andrés-Sánchez Cutanda |     |     |     |     | 11   | DNQ | 8   |     |           | 5   |
| 28  | J.M. Cierco                    |     |     |     | DNQ | 8    | DNS |     | 20  |           | 4   |
| =   | José Pavón                     |     | DNQ |     | 8   |      |     |     |     |           | 4   |
| =   | Tino Checa                     | DNQ | DNQ | 8   | EX  |      |     |     |     |           | 4   |
| =   | Luis I                         | 15  | DNQ | DNQ | DNQ | 9    | DNQ |     | 11  |           | 4   |
| =   | J. Canals                      | 10  | DNQ | 18  | 10  | DNQ  | DNQ | Ret | Ret |           | 4   |
| 33  | José María Clot                | EX  | DNQ |     | 11  | 14   | Ret | Ret | 19  |           | 1   |
|     | José María Martínez de la Riva | 13  | Ret | 12  | DNQ |      |     | Ret |     |           |     |
|     | Pedro Jover                    | DNQ | DNQ | DNQ | DNQ | 12   | DNQ |     | 16  |           |     |
|     | Marino                         |     | DNQ | DNQ | DNQ | Ret  | 12  | Ret |     |           |     |
|     | Pepe Sauquet                   |     | DNQ | 13  | DNQ |      |     |     |     |           |     |
|     | Alejandro de Muns              | 14  | Ret |     |     |      |     |     | 13  |           |     |
|     | Ernesto Sugrañes               |     | DNQ | 15  |     |      |     |     |     |           |     |
|     | Argon III                      | DNQ |     |     |     |      |     |     | 15  |           |     |
|     | Bermúdez de Castro             | 16  |     |     |     |      |     |     |     |           |     |
|     | Torcuato                       | DNQ |     | 16  | DNQ | DNQ  |     |     | 17  |           |     |
|     | Jeps                           |     |     | 17  |     |      | DNQ |     |     |           |     |
|     | C. Barriuso                    | DNQ |     |     |     |      |     |     | 18  |           |     |
|     | R. Zonno                       | 19  |     |     |     |      |     |     |     |           |     |
|     | Ricardo Rizos Muñoz            | 22  | DNQ | DNQ | DNQ |      |     |     |     |           |     |
|     | J. Flaqué                      | 23  | DNQ |     |     |      |     |     |     |           |     |
|     | V. Merelo                      | 24  |     |     |     |      |     |     |     |           |     |
|     | Víctor Puig                    | Ret | DNQ | DNQ | DNQ |      | DNQ | Ret |     |           |     |
|     | Pedro Martínez de la Riva      | Ret | DNQ | DNQ | DNQ |      |     |     |     |           |     |
|     | Tippo's                        | Ret |     |     |     |      |     |     |     |           |     |
|     | Santiago Salido                |     |     | Ret | DNQ | DNQ  |     |     |     |           |     |
|     | Roda                           |     |     | Ret |     |      |     |     |     |           |     |
|     | Fernando Pérez-Sala            |     |     | DNQ |     | DNQ  | Ret |     |     |           |     |
|     | El Viti                        |     |     |     |     |      | Ret |     |     |           |     |
|     | Larf                           | DNQ |     |     |     | DNQ  |     |     | Ret |           |     |
|     | Ramiro Blanco                  | DNQ | DNQ |     |     |      |     |     |     |           |     |
|     | Díez Gil                       | DNQ |     |     |     |      |     |     |     |           |     |
|     | Pedro Cegarra                  | DNQ |     |     |     |      |     |     |     |           |     |
|     | Rafael Muñoz Del Pozo          |     | DNQ |     |     |      | DNQ |     |     |           |     |
|     | Rudy Zonno                     |     | DNQ |     |     |      |     |     |     |           |     |
|     | Sir Pepe                       |     | DNQ |     |     |      |     |     |     |           |     |
|     | Mundet                         |     | DNQ |     |     |      |     |     |     |           |     |
|     | Vilches                        |     | DNQ |     |     |      |     |     |     |           |     |
|     | F.J. Sánchez                   |     |     | DNQ | DNQ | DNQ  |     |     |     |           |     |
|     | Dudi                           |     |     | DNQ | DNQ |      |     |     |     |           |     |
|     | González de Nicolás            |     |     | DNQ |     |      |     |     |     |           |     |
|     | Liquete                        |     |     | DNQ |     |      |     |     |     |           |     |
|     | Alfonso Marín                  |     |     |     | DNQ | DNQ  | DNQ |     |     |           |     |
|     | Galvez                         |     |     |     | DNQ |      |     |     |     |           |     |
|     | José Antonio Muelas            |     |     |     |     | DNQ  | DNQ |     |     |           |     |
|     | F.J. González                  |     |     |     |     | DNQ  |     |     |     |           |     |
|     | Peter                          |     |     |     |     |      | DNQ |     |     |           |     |
|     | Antonio Lázaro                 |     |     |     |     |      | DNQ |     |     |           |     |

| Color     | Resultado                                                               |
| --------- | ----------------------------------------------------------------------- |
| Oro       | Ganador                                                                 |
| Plata     | 2.ª plaza                                                               |
| Bronce    | 3.ª plaza                                                               |
| Verde     | Finalizó en los puntos                                                  |
| Azul      | Finalizó sin puntos                                                     |
| Azul      | NC - No clasificado                                                     |
| Violeta   | Ret - No terminó (Carrera)                                              |
| Rojo      | DNQ - No se clasificó                                                   |
| Negro     | DSQ - Descalificado                                                     |
| Blanco    | DNS - No empezó (carrera)                                               |
| Blanco    | WD - Retirado (fin de semana)                                           |
| Blanco    | C - Carrera cancelada                                                   |
| Sin color | DNP - Inscrito pero no participó                                        |
| Sin color | INJ - Lesionado                                                         |
| Sin color | EX - Excluido                                                           |
| Estado    | Resultado                                                               |
| Negrita   | Pole position                                                           |
| Cursiva   | Vuelta rápida                                                           |
| †         | Abandona, pero clasifica al completar el porcentaje requerido para ello |

† Jaime Segovia falleció en un rally en el mismo fin de semana que se disputaba la ronda de Bilbao. Ese día se guardó un minuto de silencio en su honor en la manga calificatoria donde habría tomado parte, pero posteriormente, la organización lo borró de la clasificación final del campeonato.

### Copa Michelín
Sistema de puntuación
| Posición | 1º | 2º | 3º | 4º | 5º | 6º |
| -------- | -- | -- | -- | -- | -- | -- |
| Puntos   | 15 | 12 | 10 | 8  | 7  | 6  |

| Pos | Piloto                     | JAR | GRA | ORE | RIA | CHU | GUA | RES | JAR | Pts |
| --- | -------------------------- | --- | --- | --- | --- | --- | --- | --- | --- | --- |
| 1   | Gerardo van Dulken         | 1   |     | 1   | 4   |     | 1   | 1   |     | 68  |
| 2   | Fafeche                    | 2   | 3   |     | 6   | 1   |     |     | 2   | 55  |
| 3   | Eduardo Bayo Villacieros   |     | 2   |     |     |     | 3   | 3   | 1   | 47  |
| 4   | Francisco Anet             |     |     | 3   |     | 3   | 6   |     | 3   | 36  |
| 5   | Jaime Sornosa Correcaminos |     |     |     | 1   |     | 2   |     | 4   | 35  |
| 6   | Julián Rosende             |     |     |     | 2   |     | 5   | 4   | 5   | 34  |
| 7   | Juan García de la Rasilla  |     | 4   |     |     |     |     | 2   | 6   | 26  |
| 8   | Salvador Benlloch          |     | 1   |     |     |     |     | 5   |     | 22  |
| 9   | Luis Rosal                 |     |     | 4   |     | 2   |     |     |     | 20  |
| 10  | Alcor                      | 6   | 5   |     |     |     |     | 6   |     | 19  |
| 11  | J.F. Cerveto               |     |     |     | 3   | 5   |     |     |     | 15  |
| 12  | Luis Ignacio Pombo         | 5   |     |     |     |     | 4   |     |     | 15  |
| 13  | Al-Domo                    |     |     | 2   |     |     |     |     |     | 12  |
| 14  | Emilio Zapico              | 3   |     |     |     |     |     |     |     | 10  |
| 15  | Ángel Nieto                | 4   |     |     |     |     |     |     |     | 8   |
| 16  | César A. Orejas            |     |     |     |     | 4   |     |     |     | 8   |
| 17  | Jota                       |     |     | 5   |     |     |     |     |     | 8   |
| 18  | Luís Piquer                |     |     |     | 5   |     |     |     |     | 7   |
| 19  | José A. Rodríguez Lizana   |     | 6   |     |     |     |     |     |     | 6   |
| 20  | J. Iglesias                |     |     | 6   |     |     |     |     |     | 6   |
| 19  | Alberto Gabarró            |     |     |     |     | 6   |     |     |     | 6   |

### Challenge Repsol
Sistema de puntuación
- 1r mejor tiempo de las últimas 4 vueltas: 3 puntos
- 2º mejor tiempo de las últimas 4 vueltas: 2 puntos
- 3r mejor tiempo de las últimas 4 vueltas: 1 punto

| Pos | Piloto                     | Pts |
| --- | -------------------------- | --- |
| 1   | Gerardo van Dulken         | 12  |
| 2   | Eduardo Bayo Villacieros   | 5   |
| 3   | Francisco Anet             | 4   |
| =   | Jaime Sornosa Correcaminos | 4   |
| 5   | J.F. Cerveto               | 3   |
| =   | Luis Ignacio Pombo         | 3   |
| =   | Juan García de la Rasilla  | 3   |
| 8   | Fafeche                    | 2   |
| =   | Julián Rosende             | 2   |
| =   | Al-Domo                    | 2   |
| =   | Salvador Benlloch          | 2   |
| =   | Rafael Cincunegui          | 2   |
| 13  | Luis Rosal                 | 1   |
| =   | J. C. González Culebra     | 1   |